# مظفر بن ابراهیم عیلانی
مظّفر بن ابراهیم عَیلانی لقب‌گرفته به مُوفَّق‌الدین و ابوالعز (۲۹ اکتبر ۱۱۴۹ - ۹ ژانویه ۱۲۲۶) ادیب و شاعر نابینای مصری بود.   